# 長身大吻電鰻
長身大吻電鰻，為輻鰭魚綱電鰻目大吻電鰻科的其中一種，為熱帶淡水魚，分布於南美洲巴西Paru湖流域，體長可達80公分，棲息在底中層水域，生活習性不明。

## 扩展阅读
維基物種上的相關：長身大吻電鰻